# Platypodinae
Sous-famille
Les Platypodinae sont une sous-famille de tout petits (moins de 5 mm de long) insectes coléoptères de la famille des Curculionidae qui vivent en symbiose avec des champignons du groupe Ambrosia. Ces insectes sont considérés comme nuisibles par l'humain. Ils se nourrissent du mycélium de ce champignon qu'ils recherchent en creusant des galeries dans les bois morts ou moribonds et qu'ils répandent en même temps dans le bois où pousse ce champignon.

## Liste des genres et espèces
Cette classification n'est pas reconnue par tous.

Selon NCBI (3 nov. 2010) :
- genre Austroplatypus
  - Austroplatypus incompertus
- genre Chaetastus
  - Chaetastus montanus
- genre Crossotarsus
  - Crossotarsus wallacei
- genre Diapus
  - Diapus quinquespinatus
- genre Dinoplatypus
  - Dinoplatypus calamus
  - Dinoplatypus cupulatulus
  - Dinoplatypus cupulatus
  - Dinoplatypus pseudocupulatus
- genre Euplatypus
  - Euplatypus hintzi
  - Euplatypus parallelus
  - Euplatypus solutus
- genre Notoplatypus
  - Notoplatypus elongatus
- genre Phylloplatypus
  - Phylloplatypus pandani
- genre Platypus
  - Platypus calamus
  - Platypus compertus
  - Platypus cylindrus
  - Platypus lewisi
  - Platypus quercivorus
  - Platypus sp. BF-2000
- genre Scolytoplatypus
  - Scolytoplatypus africanus
  - Scolytoplatypus entomoides
  - Scolytoplatypus mikado
- genre Treptoplatypus
  - Treptoplatypus solidus

## Liste des genres
Selon ITIS (22 janv. 2015) :
- genre Platypus Herbst, 1793

## Liste des tribus
Selon BioLib (22 janv. 2015) :
- Mecopelmini Thompson, 1992
- Platypodini Shuckard, 1839
- Schedlariini Wood & Bright, 1992
- Tesserocerini Strohmeyer, 1914